# Municipio de Sultepec
El municipio de Sultepec es uno de los 125 municipios del Estado de México en México. Se encuentra ubicada al sur de ese estado a una distancia aproximada de 76 kilómetros de Toluca de Lerdo. En el año 2020 según datos del INEGI la población es de 24,145 habitantes.
Forma parte de la región de Tierra Caliente, y su cabecera municipal es Sultepec de Pedro Ascencio de Alquisiras 
Fue declarado Pueblo con Encanto por el Gobierno del Estado de México, el día 14 de noviembre del 2008.

## Toponimia
Sultepec, es el nombre actual del séptimo municipio en extensión territorial, integrado al estado de México, su cabecera municipal es Villa de Sultepec de Pedro Ascencio de Alquisiras, categoría que se le concedió el 14 de noviembre de 1861 por la Legislatura del Estado.
La palabra Sultepec proviene del náhuatl zullin o zollin, codorniz; tépetl, cerro, y -c, apócope de co, posposición locativa. Por lo tanto, Sultepec significa: “En el cerro de las codornices” (según interpretación clásica) o "cerro donde hay codornices".

## Historia
Se narra de que Sultepec autóctono fue fundado sobre el cerro de Cuauhtépec por los aztecas, quienes fueron vencidos por los Matlatzincas en el año de 1486. El Huey Tlatoani Ahuizotl llevó a cabo la reconquista en el año de 1496 o año de cuatro navajas, donde los mexicanos sujetaron al pueblo de Cultepec.
Se han hecho investigaciones sobre documentos antiguos de la región, en uno de los cuales se encontró que el Sultepec prehispánico, con características de attépetl o ciudad, se localiza en la cima del cerro llamado Cuauhtépec; a este documento se llamó Códice de Sultepequito; desgraciadamente la persona que realizaba la investigación falleció, dejándola inconclusa. En la época prehispánica la provincia era gobernada por un cacique principal, del cual dependían otros indios que reclutaban gente para la guerra contra los tarascos. Usaban, arcos, flechas, macanas o espadas de madera con navajas de obsidiana incrustada.

### Periodo colonial
Fundado el actual Sultepec en 1523 por los españoles; fue visitado en 1534 por el obispo electo de la Nueva España, Fray Juan de Zumárraga, para beneficiar y dedicar la primera parroquia del Real de Sultepec; el obispo fue muy bien recibido y debido a la cordial acogida que le dieron los indígenas de Sultepec, les obsequió su mitra y su báculo, mismo que se exhibía cada 24 de junio, hasta el año de 1908 en que desaparecieron.
Sultepec fue uno de los primeros minerales explotados inmediatamente después de la conquista. A partir de entonces empezaron a trabajarse las minas, el propio Hernán Cortés era propietario de algunas, existe información de que la primera mina que se explotó en forma, fue la mina rica de la Albarrada propiedad de Melchor Vázquez. A partir de la Colonia se supo de la existencia de metales en Sultepec, y se dice que a fines del siglo XVI era el área que producía más plata en toda la Nueva España; fue por eso que quedó comprendida dentro de la llamada “Provincia de la Plata”, la cual abarcaba, Taxco, Tlatlaya, Amatepec, Zacualpan y Temascaltepec, denominación alcanzada por la abundancia y la alta ley de sus metales. Según datos obtenidos por archivos antiguos de minería de Sultepec; la remesa anual que hacían a la Casa de Moneda de la Ciudad de México, procedente, de este mineral, ascendía a varios millones y esto duró mucho tiempo. La mina de San Juan Bautista, ubicada a poca distancia de Sultepec, fue una de las trabajadas por los españoles y que estuvo en bonanza muchas veces. Se sabe, así mismo, que en 1874 existían en Sultepec 72 minas y 9 haciendas de beneficio.
Durante la época de esplendor de la minería de Sultepec se construyeron los templos del convento de San Antonio de Padua, la parroquia de San Juan Bautista, el santuario de la Veracruz, Capula y otros más.

### SigloXIX
El movimiento de independencia tuvo su repercusión en Sultepec, donde eran nativos los sobrinos del cura Hidalgo: Tomás y Mariano Ortiz. Durante últimos meses de 1810 Miguel Hidalgo levantó en armas a los pueblos en su camino a Toluca; las regiones de Temascaltepec, Sultepec  y rumbo de Zitácuaro quedaron dominados por numerosas guerrillas. Entre los jefes de esas partidas estuvieron el religioso franciscano Pedro Orcillas, el labrador de Zitácuaro Benedicto López y el minero sultepecano Tomás Ortiz, sobrino de Hidalgo a quien se adhirió con mucha gente de pie y a caballo y seis cañones y por desobedecer a la Suprema Junta fue fusilado en 1811.
Muchos patriotas de esta región se levantaron en armas apoyando la independencia. En marzo de 1812 se instaló en esta Villa la primera Junta Nacional Americana, presidida por Ignacio López Rayón. Aquí se publicó el primer periódico del estado de México El Ilustrador Nacional, bajo la dirección de José María Cos. En esta región aparecieron los famosos guerrilleros Pedro Ascencio de Alquisiras y el sacerdote José Manuel Izquierdo.
El 13 de septiembre de 1847, durante la invasión norteamericana, los habitantes de Sultepec combatieron a los extranjeros; el cadete Santiago Hernández Ayllón fue hecho prisionero. A fines de 1847 y principios de 1848, los tres poderes del estado se asentaron en esta Villa, por lo que Sultepec fue durante este periodo, la capital de la entidad.
En la batalla del 5 de mayo combatieron varios ciudadanos de Sultepec, entre ellos se encontraban el teniente Manuel Saavedra y el subteniente Rómulo Pérez.

### SigloXX
De los ciudadanos de Sultepec que sobresalieron durante la Revolución y el México actual, figuran el General Justiniano Rodríguez, Subjefe del Estado Mayor Presidencial de Don Francisco I. Madero; el general Crisóforo Ocampo, originario de San Miguel Totolmoloya; el general Juan Mejía, originario del Coquillo; los generales Aristeo Barrueta Mendiola, procurador de Justicia Militar de Brigada y Alberto Biolante Pérez Ataché, militar en diversas embajadas de México y en el extranjero; el brigadier Rubén Ozuna Pérez, quien ha ocupado relevantes puestos en el Gobierno Federal. Su participación fue destacada y que defendieron las causas de la población más desfavorecida. El municipio se enorgullece de estos revolucionarios.

### Construcción histórica
- Callejones de Sultepec
- El castillo de Pedro Asencio
- Hacienda los Reyes
- Molino El Coquillo (1900)
- La fábrica en El Coquillo (1800)
- Casa habitación de Porfirio Díaz
- Casa habitación de la familia Rodríguez

## Gobierno y política
| Alcalde                        | Periodo   |
| ------------------------------ | --------- |
| Ariel Vallejo Tinoco           | 2000-2003 |
| Antonio Hernández Macedo       | 2003-2006 |
| Jorge Jacinto Campuzano García | 2006-2009 |
| Gustavo Sánchez Betancurt      | 2009-2012 |
| José Ivan Díaz Flores          | 2013-2015 |
| Miguel Ángel Hernández Tinoco  | 2016-2018 |
| Miguel Ángel Hernández Tinoco  | 2019-2021 |

## Geografía
El municipio de Sultepec, se ubica en el extremo sur de la porción occidental del estado de México, dentro de la región de Tierra Caliente; entre los paralelos 18°13’21’’ y 18°33’03’’ de latitud norte y los meridianos 99º51’25’’ y 100º08’17’’ de longitud oeste, la cabecera municipal se encuentra 2,290 metros sobre el nivel del mar. Limita al norte con los municipios de Tejupilco y Texcaltitlán; al sur; con el municipio de Zacualpan y el estado de Guerrero; al oriente; con el municipio de Almoloya de Alquisiras, y al poniente con el municipio de Amatepec.

## Iglesias
El municipio de Sultepec se encuentran gran cantidad de iglesias algunas de ellas son las siguientes:
- Santuario del Señor de la Santa Veracruz
- Templo Parroquial de San Juan Bautista
- Capilla San Nicolás
- Capilla de San Lázaro
- Templo de la Santísima Trinidad
- Capilla de Nuestra Señora de los Remedios
- Capilla de San Nicolás
- Templo de San Pedro Hueyahualco

### Convento
- Convento de San Antonio de Padua

## Área Natural

### Parque ecoturístico
- El Mirador
- Aguas termales de sultepequito

### Reserva de la biosfera
- El cerro de la culebra

## Cultura

### Museos
- Museo Municipal
- Sala museográfica de la Casa de Cultura Dr. José María Cos.

### Casa de Cultura
- Casa de Cultura Dr. José María Coss

### Bibliotecas
- Biblioteca José María Coss
- Biblioteca Adriana Martínez Orta
- Biblioteca César Camacho Quiroz
- Biblioteca Simón Ascencio

### Auditorio principal
- Auditorio de la Casa de Cultura José María Coss.

## Tradiciones
La feria regional de Sultepec donde abunda una gran diversidad de danzas tradicionales que son: 

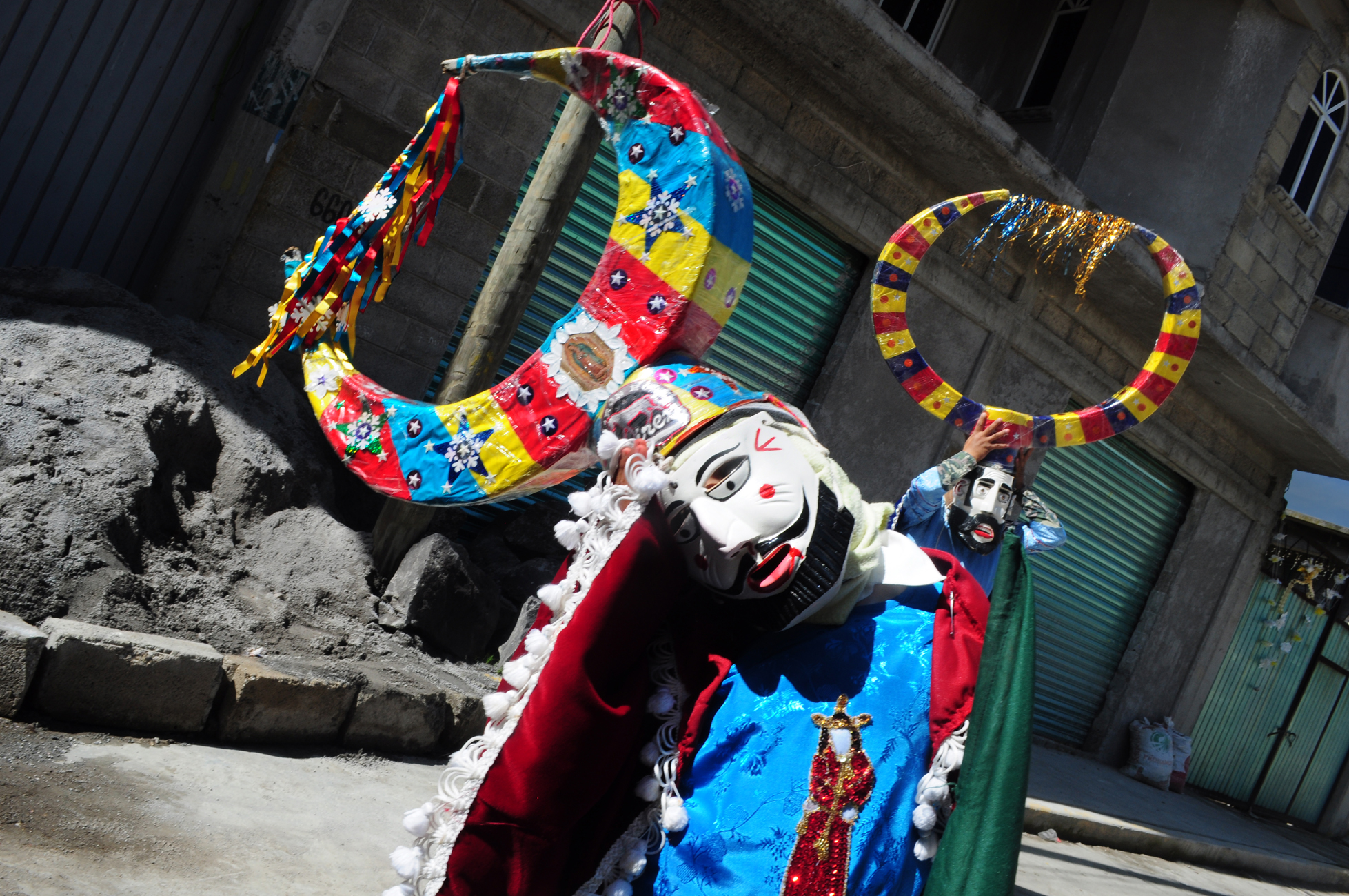
Danza de los moros

- Las danzas de Los Inditos
- Los Moros
- Los Apaches
- Los Pastores
- Los Vaqueros

## Infraestructura

### Energía eléctrica
Proporcionado por la CFE, la cual cubre con una línea trifásica el 95% de las comunidades de Sultepec.

### Agua potable
El 100% de las comunidades, poseen agua potable entubada; Sultepec es la zona urbana de mayor distribución del servicio, que actualmente existe aproximadamente un 10% de viviendas a nivel municipal que no poseen agua potable entubada y el servicio se suministra por pipa.

### Drenaje
En la cabecera municipal hay una cobertura de 90%, 

### Telecomunicaciones
- Telcel, Movistar, AT&T.
- Correos y Telégrafos de México.

## Transporte
El municipio de Sultepec cuenta con una Terminal de Autobuses, existen conexiones a través de redes carreteras con la ciudad de Toluca y la Ciudad de México. Zinabus es la línea de mayor frecuencia a la ciudad de Toluca; realiza escalas en Tejupilco y Temascaltepec.

## Economía
Antiguamente se dedicaba a la minería de plata, pero actualmente la agricultura es la mayor actividad económica en todo el municipio de Sultepec, se cultiva principalmente el maíz, la fruticultura de cítricos de como limón, lima y guayaba, el cultivo del aguacate y cereales como frijol, avena, sorgo y cebada. y actualmente el comercio es la fuente de muchos trabajos.

### Turismo

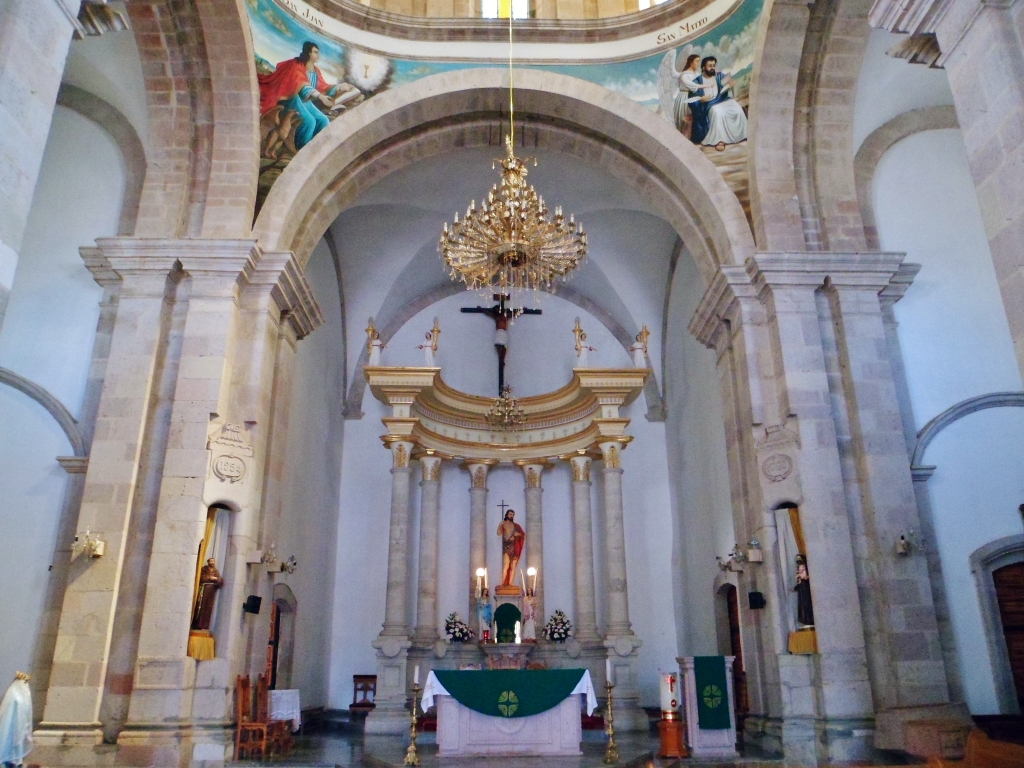
Sultepec cuenta con edificios del periodo colonial.

El municipio de Sultepec está experimentando la economía de préstamo de servicios como el turismo, cuenta con parajes naturales como: El Mirador, la Azomada, la Cascada de Diego Sánchez, las Peñitas, la Culebra y las Aguas Azufradas de Pepechuca; así como monumentos coloniales y son el monumento al Minero, la parroquia de San Juan Bautista, el convento de San Antonio de Padua, el santuario de la Santa Veracruz y la casa de Cultura que le ofrece al turista nacional y extranjero que nos visitan placer reconfortante y conocimientos.
En Sultepec se ubica el Santuario del Señor de la Santa Veracruz.

## Demografía
El municipio de Sultepec registró en el Censo de Población y Vivienda realizado en 2010 por el Instituto Nacional de Estadística y Geografía un total de 25 809 habitantes, de los que 12 267 son hombres y 13 542 son mujeres.

### Localidades
En el municipio de Sultepec se localizan un total de 178 localidades, siendo las principales y su población en 2010 las siguientes:
| Localidad                                | Población (2010) |
| ---------------------------------------- | ---------------- |
| Sultepec de Pedro Ascencio de Alquisiras | 4 500            |
| Santa Cruz Texcalapa                     | 3 200            |
| Sultepequito                             | 3 500            |
| Capula                                   | 1 200            |
| San Pedro Hueyahualco                    | 1 600            |
| Total municipio                          | 25 809           |